# Hermann von Beust
Karl Hermann Heinrich Theodor Freiherr von Beust (* 9. August 1815 in Langenorla; † 26. September 1884) war ein deutscher Rittergutsbesitzer und Abgeordneter aus dem Adelsgeschlecht Beust.

## Leben
Von Beust war der Sohn des Rittergutsbesitzers auf Langenorla und Saalthal (zusammen 320 ha) Traugott Heinrich Freiherr von Beust (1776–1833) und dessen Ehefrau Luise Ernestine Henriette von Kropff (1787–1872), vom Rittergut Zeutsch. Er war evangelisch-lutherischer Konfession und heiratete im Juni 1845 Marie Elisabeth von Holtzendorf (* 11. Januar 1827 in Vietmannsdorf; † 13. Oktober 1899 in Langenorla), die Tochter des Rittergutsbesitzers Franz von Holtzendorf. Erbin des Rittergut Langenorla wurde seine Tochter Gertrud (* 17. Dezember 1850 in Langenorla; † 5. März 1936 in Groß Luckow), seit 1873 verheiratet mit dem preußischen Rittmeister a. D. Franz von Raven († 29. August 1900). Jutta Ditfurth behandelt Gertruds (ihre Urgroßmutter) Leben in ihrem Romandebüt „Die Himmelsstürmerin“.
Von Beust lebte als Rittergutsbesitzer auf Rittergut Bethenhausen und Rittergut Langenorla. Das Rittergut Bethenhausen wurde 1848 allodifiziert. Zum 1. Januar 1855 verlor es seine Aufgabe als Patrimonialgericht. Von Beust war daher der letzte Lehn- und Gerichtsherr auf Bethenhausen. 
Als Rittergutsbesitzer gehörte er den Landständen von Reuß jüngerer Linie an. Nach der Märzrevolution gehörte er 1848 zu den fünf altständigen Abgeordneten im Landtag Reuß jüngerer Linie. Er trat nie formell in den Landtag ein.
Er war herzoglich sächsisch-altenburgischer Kammerherr.